# Agis III
Agis III z dynastii Eurypontydów (zm. 331 p.n.e.) – król Sparty od 338 p.n.e. Syn Archidamosa III. Na tron wstąpił 2 sierpnia, w dniu porażki Teb i Aten oraz ich sojuszników z Macedończykami pod Cheroneą. 
Z czasów potęgi Sparty, w okresie jej hegemonii w Grecji w I połowie IV w. p.n.e. po II wojnie peloponeskiej, pozostały już tylko wspomnienia. Sparta pozostała jednak jedyną polis w Grecji kontynentalnej, które nie przystąpiło do Związku Korynckiego, instytucjonalizującego hegemonię Macedonii pod panowaniem Filipa II, a później Aleksandra Wielkiego. Siłą rzeczy Sparta stała się przywódcą opozycji antymacedońskiej, która choć stłumiona, tliła się w greckich miastach i mogła w przypadku niepowodzeń wojennych Macedończyków wybuchnąć na nowo. 
Agis III, wykorzystując zaangażowanie Aleksandra w Azji, próbował podważyć macedońską dominację nad Grecją. Około 334 p.n.e., na czele 8 000 greckich najemników opłaconych przez Persję i przewiezionych przez perską flotę, zaatakował Kretę, aby zmusić ją do przejścia na stronę Persji, co doprowadziłoby do przecięcia morskich szlaków zaopatrzeniowych wojsk macedońskich. 
W 332 p.n.e. Antypater, zarządzający Macedonią i nadzorujący Grecję w czasie podboju Persji przez Aleksandra, musiał skoncentrować swe siły w Tracji, gdzie wybuchł bunt króla Odrysów, wspomagany przez jednego ze strategów macedońskich, oraz podsycany finansowo przez Ateny. Agis uznał to za sprzyjającą okoliczność do próby zorganizowania koalicji antymacedońskiej na Peloponezie. Udziału w koalicji odmówiły jednak Ateny. Nie pomogły gorące przemowy patriotyczne Demostenesa. Ateńczyków przekonał zarządca funduszu widowiskowego – Demades. Użył argumentu decydującego w demokracjach. Zgodnie z rzeczywistością zwrócił po prostu uwagę na to, że wojna będzie oznaczała praktyczną likwidację zarządzanego przez niego funduszu, a co za tym idzie, konieczność wyrzeczenia się finansowanych z niego widowisk. Do koalicji przystąpiły natomiast polis z Elidy, Achai (z wyjątkiem Pellene) i Arkadii (z wyjątkiem Megalopolis). 
Agis zgromadził w 331 p.n.e. armię złożoną z ok. 20 000 piechoty, z czego połowę stanowili najemnicy opłacani z perskich pieniędzy, i 2000 jazdy. Na jej czele rozbił lokalne oddziały macedońskie i obległ Megalopolis. Doceniając zagrożenie, Antypater skoncentrował wszystkie swoje siły i szybkimi marszami, zbierając po drodze wojska z wiernych Macedonii miast greckich, wkroczył na Peloponez. Jesienią 331 p.n.e. odbyła się pod Megalopolis zażarta bitwa, w której Peloponezyjczycy pod dowództwem Agisa zostali pokonani przez 40 000 armię Macedończyków i ich sojuszników. Król Sparty zginął wraz z sześcioma tysiącami swoich żołnierzy. Po drugiej stronie straty były również znaczne. W porównaniu z dawnymi bitwami wewnątrzgreckimi, chociażby jeszcze w czasie wojen peloponeskich, których celem było głównie wykazanie swojej przewagi, a nie zniszczenie przeciwnika, bitwa była bardzo krwawa.
Niezależność Sparty skończyła się. Antypater wysłał Aleksandrowi przebywającemu w Persepolis (330 p.n.e.) 50 Spartan jako zakładników, a Rada Związku Hellenów zwróciła się do króla, jako hegemona, o wskazówki w sprawie ukarania buntowników. Aleksander nakazał Sparcie przystąpić do Związku Korynckiego.